# Чуково (Кирджалійська область)
Чу́ково (болг. Чуково) — село в Кирджалійській області Болгарії. Входить до складу общини Момчилград.

## Населення
За даними перепису населення 2011 року у селі проживала 191 особа, усі — турки.
Розподіл населення за віком у 2011 році:
Динаміка населення: